# Varamu
Varamu (dt. „Schatzkammer“) war eine estnische Literatur- und Kulturzeitschrift.

## Hintergrund
Die Zeitschrift ist Ende 1937 staatlicherseits als „direktes Gegenstück zu Looming ins Leben gerufen worden und sollte ein Gegengewicht zur kritisch zum autoritären Regime eingestellten Intelligenz bilden.“ Denn seit 1934 regierte Konstantin Päts autoritär und hatte die Parteien ausgeschaltet, was viele linksliberal eingestellte Intellektuelle stark kritisierten. Chefredakteur der neuen Kulturzeitschrift, die in Tallinn produziert wurde, während Looming im intellektuell geprägten Tartu erschien, wurde Henrik Visnapuu, der bereits seit 1935 Beamter in der Kulturabteilung der staatlichen Propagandaverwaltung war.

## Inhalt der Zeitschrift
Die Zeitschrift war luxuriös gestaltet und publizierte wie Looming schöne Literatur, Artikel, Essays und Kritiken, zusätzlich aber auch Beiträge zu Kunst, Musik und Architektur. Sie war – wie intendiert – tatsächlich konservativer als ihre Tartuer Konkurrentin und nationaler ausgerichtet. Beispielsweise wurden die Monatsnamen nicht mit den im Estnischen üblichen lateinischen Namen wie Jaanuar, Veebruar, Märts etc., sondern den alten volkstümlichen Bezeichnungen Näärikuu (‚Eismond‘), Küünlakuu (‚Kerzenmond‘), Paastukuu (‚Fastenmond‘) etc. angedeutet. Die Bebilderung war reichhaltig, teilweise sogar farbig, auch fehlten nicht Porträts des Staatsältesten Konstantin Päts in vollem Ornat.

## Erscheinungsweise und Auflagenhöhe
Vom ersten Jahrgang 1937/1938 erschienen 10 Hefte (in den Sommermonaten Juli und August erschien kein Heft) mit insgesamt 1295 Seiten, 1939 ebenfalls 10 Hefte mit 1127 Seiten. 1940 konnten noch sechs Hefte mit 671 Seiten sowie einer separat paginierten Architekturbeilage erscheinen. Die Auflagenhöhe betrug 3.000–5.000 Exemplare.

## Ende der Zeitschrift
Die letzte Ausgabe war am 14. Juni 1940 gedruckt worden, dem Tag, an dem die sowjetische Armee das Flugzeug „Kaleva“, das auf dem Weg von Tallinn nach Helsinki war abschoss und die Wehrmacht in Paris einmarschierte. Es folgte die rasche Sowjetisierung Estlands, und zwei Monate später, im August 1940, erschien im selben Format und in nahezu gleicher Aufmachung eine neue Zeitschrift, die nun den Titel Viisnurk ('Sowjetstern') trug. Sie war in derselben Druckerei gedruckt und trug denselben Untertitel „Zeitschrift für Literatur, Kunst und Kultur“. Sogar die Architekturbeilage war beibehalten worden, nur hieß sie nicht mehr „Estnische Architektur“, sondern nur noch „Architektur“. Statt eines Pärnuer Strandcafés oder einer Blockhausfassade aus Südostestland konnte man jetzt die Pavillons der einzelnen Sowjetrepubliken auf der allsowjetischen Landwirtschaftsausstellung bewundern. „Der Redakteur dieser Architekturbeilage war die einzige Person aus der alten Varamu-Redaktion, alle anderen waren ausgewechselt worden, anstelle Visnapuus wurde Aadu Hint neuer Chefredakteur. […] … wo 1938 noch ein Frontispiz mit Konstantin Päts prangte, strahlten einem nun Lenin und Stalin entgegen.“

## Einzelbelege
1. ↑  Cornelius Hasselblatt: Geschichte der estnischen Literatur. Von den Anfängen bis zur Gegenwart. Berlin, New York: Walter de Gruyter 2006, S. 447–448.
2. ↑  Tiit Hennoste, Roosmarii Kurvits: Eesti ajakirjanduse 100 aastat. Matsilehest võrguleheni. s. l.: Postfactum 2019, S. 68–69.
3. ↑  Eestikeelne ajakirjandus 1766–1940. II: O–Ü. Toimetanud Endel Annus ja Tiina Loogväli. Tallinn 2002, S. 767.
4. ↑  Cornelius Hasselblatt: Geschichte der estnischen Literatur. Von den Anfängen bis zur Gegenwart. Berlin, New York: Walter de Gruyter 2006, S. 521–522.